# 密羽肋毛蕨
密羽肋毛蕨（学名：Ctenitis contigua）为叉蕨科肋毛蕨属下的一个种。

## 扩展阅读
- 維基物種上的相關：密羽肋毛蕨